# Los Fresnos, Oaxaca
Los Fresnos är en ort i Mexiko.   Den ligger i kommunen San Juan Mazatlán och delstaten Oaxaca, i den sydöstra delen av landet, 500 km sydost om huvudstaden Mexico City. Los Fresnos ligger 136 meter över havet och antalet invånare är 868.
Terrängen runt Los Fresnos är platt åt nordväst, men åt sydost är den kuperad. Runt Los Fresnos är det ganska glesbefolkat, med 26 invånare per kvadratkilometer. Los Fresnos är det största samhället i trakten. Omgivningarna runt Los Fresnos är en mosaik av jordbruksmark och naturlig växtlighet.